# Rualena cavata
Rualena cavata är en spindelart som först beskrevs av F. O. Pickard-Cambridge 1902.  Rualena cavata ingår i släktet Rualena och familjen trattspindlar. Inga underarter finns listade i Catalogue of Life.